# Fauna (Haken)
Fauna è il settimo album in studio del gruppo musicale britannico Haken, pubblicato il 3 marzo 2023 dalla Inside Out Music.

## Descrizione
Si tratta della prima pubblicazione del gruppo insieme al tastierista Peter Jones, subentrato a Diego Tejeida durante il 2022, segnando il suo ritorno in formazione a distanza di circa 14 anni. Come spiegato dal frontman Ross Jennings, Jones è stato determinante durante la fase di composizione del disco, portando nuove influenze sonore alla musica tipica degli Haken: al progressive metal caratteristico del sestetto britannico sono infatti stati aggiunti elementi tratti dalla musica elettronica e sperimentale (ascoltabili in brani come The Alphabet of Me e la sezione iniziale di Island in the Clouds), dal fusion (come la sezione centrale di Beneath the White Rainbow) dal pop anni ottanta (Lovebite) e dal math rock (Eyes of Ebony).
Il disco è inoltre il primo dai tempi di The Mountain a non essere un vero e proprio concept album, pur presentando nove brani aventi come ispirazione il regno animale: durante la fase di composizione è infatti emersa la volontà del gruppo di associare a ciascuno dei nove brani presenti nel disco un animale, trattando nel relativo testo il modo in cui quell'animale si relaziona al determinato compositore della traccia, nonché effettuando un parallelismo tra il mondo animale e quello umano. Jennings, principale autore di gran parte dei testi, si è ispirato al romanzo Il cacciatore di androidi di Philip K. Dick per il brano The Aplhabet of Me, in cui gli animali giocano un ruolo chiave nella storia, e alla medusa immortale per Sempiternal Beings dietro suggerimento di Jones, affrontando come tematica l'immortalità e la sempiternità. Il chitarrista Richard Henshall ha invece utilizzato la metafora dell'estinzione dell'ultimo esemplare di rinoceronte bianco maschio per omaggiare il padre (storico sostenitore degli Haken scomparso pochi anni prima) per la realizzazione della conclusiva Eyes of Ebony. Per la prima volta in carriera anche il bassista Conner Green ha ricoperto il ruolo di autore, scrivendo il testo di Beneath the White Rainbow, che trae spunto dal film giapponese La volpe folle.

Pur avendo distinti componenti dietro la realizzazione di gran parte dei testi e delle musiche, Jones ha spiegato che la realizzazione dell'album è stata frutto di un'attiva collaborazione di gruppo, in quanto ogni singola parte dei brani è stata rimaneggiata da tutta la formazione fino a raggiungere la versione definitiva:

## Promozione

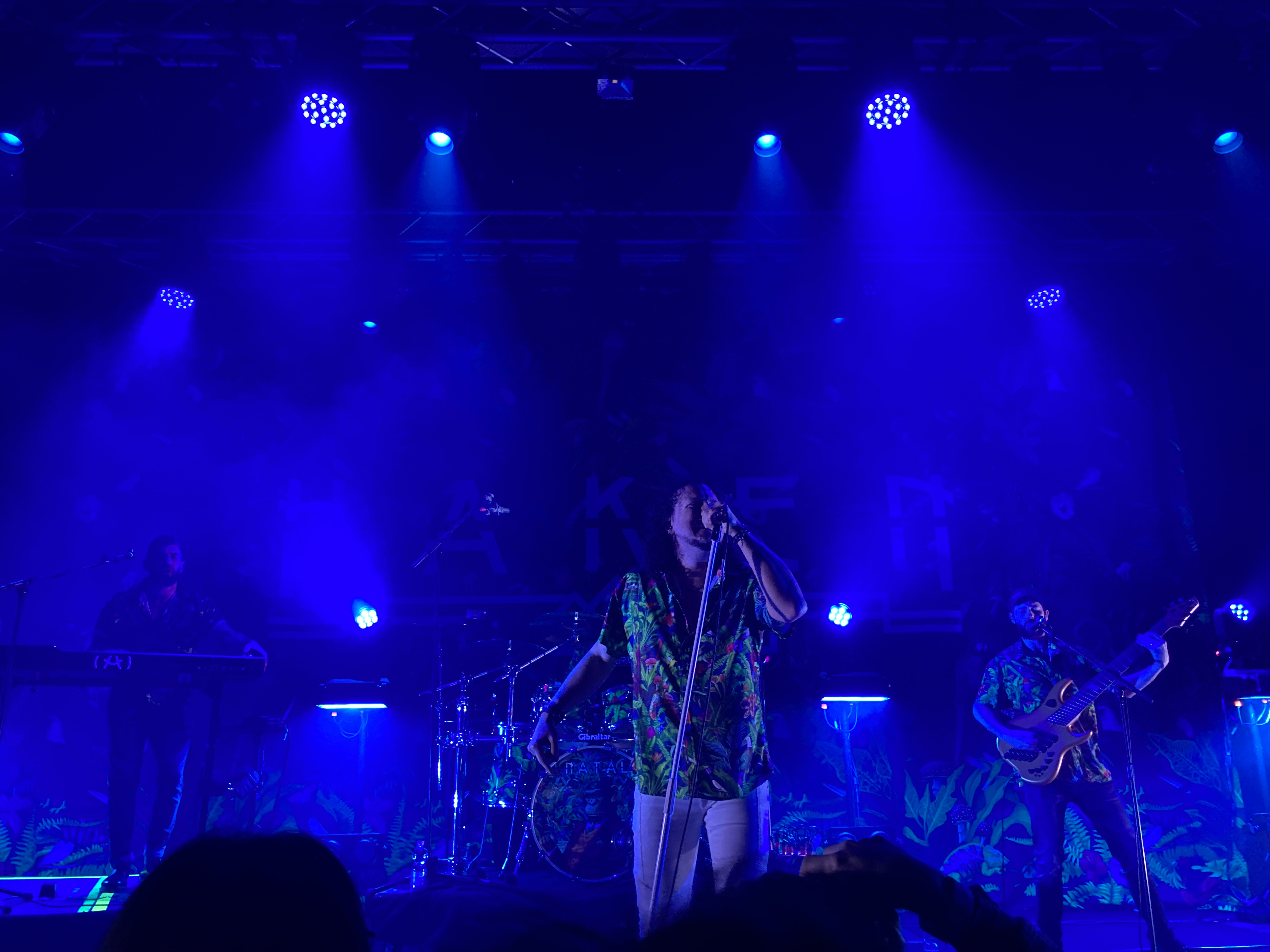
Gli Haken in concerto a Milano nel 2023, tappa dell'Island in Limbo Tour

Il 26 aprile 2022, ancor prima dell'annuncio di Fauna, gli Haken hanno pubblicato il singolo Nightingale insieme al relativo video musicale animato; il brano è stato accolto positivamente dalla critica specializzata, che ha evidenziato il ritorno del gruppo verso le sonorità più progressive tipiche del periodo antecedente a Vector e Virus. Nei mesi di maggio e giugno dello stesso si sono esibiti negli Stati Uniti d'America in qualità di artisti d'apertura ai Symphony X, segnando il primo tour con Jones.
Dopo alcuni mesi passati a finalizzare le registrazioni del disco, il 25 novembre hanno diffuso un puzzle interattivo attraverso un sito apposito atto a raffigurare la copertina dell'album, oltre a rivelare uno spezzone di The Alphabet of Me. Lanciato come singolo il 9 dicembre, il brano è stato anch'esso accompagnato da un video che omaggia le opere cinematografiche di David Lynch (come le scene un cane e di un trombettista, quest'ultimo interpretato dal batterista Raymond Hearne). Ulteriori singoli scelti per anticipare Fauna sono stati Taurus e Lovebite, distribuiti rispettivamente il 18 gennaio e il 14 febbraio 2023.
Tra febbraio e marzo 2023 gli Haken si sono esibiti in Europa attraverso la tournée Island in Limbo Tour congiunta ai Between the Buried and Me, durante la quale hanno presentato dal vivo gran parte dei brani tratti dal precedente Virus (non promosso appieno a causa della pandemia di COVID-19) e alcuni dei singoli di Fauna. Il primo e vero proprio tour incentrato sull'album è partito in America del Nord a maggio attraverso il North American Fauna Expedition, dove il sestetto si è esibito in varie località statunitensi e canadesi, per poi avere luogo anche in Centro e Sud America come parte del Latin American Fauna Expedition, svoltosi tra settembre e ottobre. A partire da inizio giugno e fino alla metà di agosto il gruppo ha tenuto esibizioni presso vari festival, cominciando l'8 giugno al Download Festival e proseguendo attraverso apparizioni al Z! Live Festival in Spagna, al Graspop Metal Festival in Belgio o al Tuska Metal Festival in Finlandia. Il 21 giugno è stato pubblicato digitalmente il singolo The Last Lullaby, originariamente incluso come bonus track dell'edizione giapponese di Fauna.
Nel 2024 gli Haken hanno intrapreso l'An Evening with Haken, concerto di tre ore suddiviso in due set: il primo dedicato all'esecuzione integrale di Fauna e il secondo composto da una selezione dalla restante discografia del gruppo. Il tour si è svolto inizialmente tra febbraio e marzo 2024 in Nord America, per poi passare in Europa a settembre; dalla data a Londra è stato tratto l'album dal vivo Liveforms: An Evening with Haken. Nel periodo di pausa tra le due tappe del tour il sestetto ha tenuto due concerti esclusivi a luglio in Svezia e in Italia, accompagnati in entrambe le occasioni da Plini.
Un ultimo tour in supporto a Fauna si è svolto esclusivamente in America Latina per un totale di cinque date tra aprile e maggio 2025.

## Tracce
Testi e musiche di Haken.
1. Taurus – 4:48
2. Nightingale – 7:24
3. The Alphabet of Me – 5:33
4. Sempiternal Beings – 8:23
5. Beneath the White Rainbow – 6:45
6. Island in the Clouds – 5:45
7. Lovebite – 3:49
8. Elephants Never Forget – 11:07
9. Eyes of Ebony – 8:32

Traccia bonus nell'edizione giapponese
1. The Last Lullaby – 3:15

Instrumental Versions – CD bonus nell'edizione limitata
1. Taurus (Instrumental) – 4:48
2. Nightingale (Instrumental) – 7:24
3. The Alphabet of Me (Instrumental) – 5:33
4. Sempiternal Beings (Instrumental) – 8:23
5. Beneath the White Rainbow (Instrumental) – 6:45
6. Island in the Clouds (Instrumental) – 5:45
7. Lovebite (Instrumental) – 3:49
8. Elephants Never Forget (Instrumental) – 11:07
9. Eyes of Ebony (Instrumental) – 8:32

## Formazione
Hanno partecipato alle registrazioni, secondo le note di copertina:
Gruppo
- Conner Green – basso
- Charlie Griffiths – chitarra
- Raymond Hearne – batteria
- Richard Henshall – chitarra
- Ross Jennings – voce
- Peter Jones – tastiera

Altri musicisti
- Miguel Gorodi – tromba, flicorno soprano

Produzione
- Haken – produzione
- Jens Bogren – missaggio
- Tony Lindgren – mastering
- David Simpson – ingegneria della batteria
- Paul "Win" Winstanley – ingegneria della voce
- Linus Corneliusson – montaggio aggiuntivo

## Classifiche
| Classifica (2023)          | Posizione massima |
| -------------------------- | ----------------- |
| Austria                    | 24                |
| Belgio (Fiandre)           | 102               |
| Belgio (Vallonia)          | 116               |
| Finlandia                  | 19                |
| Francia                    | 159               |
| Germania                   | 13                |
| Italia                     | 95                |
| Paesi Bassi                | 89                |
| Portogallo                 | 32                |
| Regno Unito (progressive)  | 2                 |
| Regno Unito (rock & metal) | 2                 |
| Regno Unito (sales)        | 17                |
| Svizzera                   | 12                |